# Paul F. Tompkins
Paul Francis Tompkins (12 settembre 1968) è un comico, attore e sceneggiatore statunitense.
È noto soprattutto per la sua carriera televisiva in programmi come Mr. Show with Bob and David, Real Time with Bill Maher e Best Week Ever (in seguito ribattezzato Best Week Ever with Paul F. Tompkins). È noto per le sue numerose apparizioni sui podcast, compreso Comedy Bang! Bang!. È stato anche il presentatore del talk show No, You Shut Up! di Fusion TV, The Dead Authors Podcast, la serie di interviste online Speakeasy with Paul F. Tompkins e il podcast Spontaneanation with Paul F. Tompkins di Earwolf che è stato classificato al primo posto da Rolling Stone nella lista dei "10 migliori podcast comici del momento" nel 2011. È anche un membro del cast principale del podcast Superego ed è stato un ospite regolare nel podcast Thrilling Adventure Hour, terminato nel 2015.
Tompkins è noto inoltre per essere il doppiatore originale di Mr. Peanutbutter nella serie animata BoJack Horseman di Netflix, pubblicata dal 2014 al 2020. È anche apparso in film drammatici tra cui Il petroliere e The Informant!. Nel 2021 ha avuto un ruolo ricorrente nella sitcom Rutherford Falls di Peacock TV.
Nel dicembre 2014, Paste ha nominato il suo Twitter uno dei "75 migliori account Twitter del 2014", classificandolo al 70º posto.

## Doppiatori italiani
Nelle versioni in italiano dei suoi lavori, Paul F. Tompkins è stato doppiato da:
- Marco Balzarotti ne I Thunderman
- Stefano Brusa in Criminal Minds
- Massimo De Ambrosis in Room 104
- Gianluca Machelli in Criminal Minds: Evolution

Da doppiatore è sostituito da:
- Antonio Paiola in SAT Super Adventure Team
- Vladimiro Conti in Rapunzel - L'intreccio della torre, Rapunzel - Le incredibili nozze, Rapunzel - La serie, DuckTales
- Massimo Bitossi in BoJack Horseman
- Renato Cecchetto in BoJack Horseman
- Teo Bellia in BoJack Horseman
- Emiliano Coltorti in BoJack Horseman
- Luigi Ferraro in Jellystone
- Alessandro Quarta in LEGO Star Wars Summer Vacation